# Enkeltje Verweggistan
Enkeltje Verweggistan is een Nederlands televisieprogramma dat door de Evangelische Omroep wordt uitgezonden op NPO Zapp. De presentatie is in handen van Anne-Mar Zwart. Het programma toont enige gelijkenissen met het programma Ik vertrek dat bij AVROTROS wordt uitgezonden.

## Het programma
In iedere aflevering staat een gezin met kinderen centraal dat gaat emigreren. Presentatrice Anne-Mar Zwart volgt de gezinnen tijdens de slotperiode in Nederland, tijdens het inpakken van de spullen en het afscheid nemen. De kinderen doen zelf verslag van hun belevenissen rond de verhuizing en de eerste periode op hun nieuwe adres.
Tussen deze gefilmde gebeurtenissen door worden beelden getoond van het land waar het gezin naartoe verhuist, inclusief begeleidende voice-over, verzorgd door Ricardo Blei. 
Aan het eind van van elke aflevering videobelt Anne-Mar Zwart vanuit Nederland met het gezin om te vragen hoe het met ze gaat in het land waarnaar ze zijn verhuisd en of ze daar willen blijven of liever terug willen gaan naar Nederland.

## Afleveringenoverzicht
| Aflevering | Datum            | Land      |
| ---------- | ---------------- | --------- |
| 1          | 25 oktober 2020  | Noorwegen |
| 2          | 1 november 2020  | Curaçao   |
| 3          | 8 november 2020  | Zweden    |
| 4          | 15 november 2020 | Frankrijk |
| 5          | 22 november 2020 | Duitsland |
| 6          | 6 december 2020  | Canada    |
| 7          | 13 december 2020 | Portugal  |
| 8          | 20 december 2020 | Suriname  |